# Luwingu (Sambia)
Luwingu , auch Luingu oder Luwingo, ist eine Stadt am Nordrand der Bangweulusümpfe in der Nordprovinz in Sambia mit 28.436 Einwohnern (2022). Sie liegt etwa 1400 Meter über dem Meeresspiegel und ist Verwaltungssitz des gleichnamigen Distrikts.

## Wirtschaft
75 km von der Stadt entfernt wurde ein sich über eine Länge von 50 km erstreckendes und in bis zu 30 m Tiefe reichendes Barytvorkommen mit einer geschätzten Mächtigkeit von 144.000 Tonnen entdeckt. Südlich der Stadt liegt ein Game Management Area, faktisch ein touristisches Jagdgebiet. Nördlich der Stadt liegt eine State Ranch.

## Infrastruktur
Der IMF hatte in einem Gutachten vom März 2005 die Erneuerung der Straße von Kasama nach Luwingu (150 km) auf die Prioritätenliste gesetzt. Entsprechend wurde sie inzwischen asphaltiert.
Die Stadt ist entweder mit einem der Missionsflugzeuge zu erreichen, mit dem Auto von Kasama oder in der Regenzeit mit dem Boot von Samfya aus. Luwingu hat Grund- und Sekundarschulen, eine ungeteerte Flugpiste und das Distriktshospital mit 47 Betten. Dominierender Stamm sind die Bemba.